# Allmendhubelbahn
De Seilbahn Mürren–Allmendhubel (SMA), ook wel Allmendhubelbahn genoemd, is een kabelspoorweg in het Berner Oberland, Zwitserland. Ze is onderdeel van de Schilthornbahn AG (LSMS). De baan loopt van Mürren op 1651 meter hoogte met een maximale stijging van 61% omhoog naar de Allmendhubel op 1907 m hoogte.

## Geschiedenis
Op 14 december 1911 werd de concessie voor de baan afgegeven door de bondsraad. De Allmendhubelbahn werd in 1912 in bedrijf genomen, eerst alleen in de winter. Er was daar een nieuwe bobbaan aangelegd, die in de jaren 30 werd stilgelegd. Voor de opnamen van de James Bond-film On Her Majesty's Secret Service, die in 1969 uitkwam, werd de bobbaan gereanimeerd, om daarna gesloopt te worden. In 1996 was de baan eigendom van Jungfraubahn Holding AG, die de verouderde baan om wilde zetten in een stoeltjeslift. In Mürren was er veel tegenstand, waardoor de Schilthornbahn de baan overnam en renoveerde. In 1999 werd de oude rode wagen vervangen door een nieuwe panoramawagen. Het traject heeft op het einde een tunnel.

## Meer technische gegevens
De spoorbreedte is één meter en er is een passeerspoor. De maximale snelheid is 8 m/s. De capaciteit is 980 personen per uur.